# Omeo
Omeo – miasto w Australii, w stanie Wiktoria.